# أليساندرا أغيلار
أليساندرا أغيلار (بالإسبانية: Alessandra Aguilar) هي عداءة مراثونية إسبانية، ولدت في 1 يوليو 1978 في لوغو في إسبانيا.

## وصلات خارجية
- أليساندرا أغيلار على موقع الاتحاد الدولي لألعاب القوى (الإنجليزية)
- أليساندرا أغيلار على موقع الاتحاد الأوروبي لألعاب القوى (الإنجليزية)
- أليساندرا أغيلار على موقع اللجنة الأولمبية الدولية (الإنجليزية)
- أليساندرا أغيلار على موقع أوليمبيديا (الإنجليزية)
- أليساندرا أغيلار على موقع اللجنة الأولمبية الإسبانية (الإسبانية)